# Tauraroa (rivière)

La rivière Tauraroa  (en anglais : Tauraroa River) est un cours d’eau  de la région du Northland de l’Île du Nord de la Nouvelle-Zélande.

## Géographie
Elle s’écoule vers l’ouest à partir des abords de la Péninsule de Northland
 sur la côte est à 15 kilomètresau sud-ouest de la ville de Whangarei, atteignant la rivière  Manganui à 15 kilomètres à l’est de la ville de Dargaville.